# Episodi de La tata (prima stagione)
La prima stagione della serie TV La tata è andata in onda negli USA su CBS tra il 3 novembre 1993 e il 16 maggio 1994.
In Italia viene trasmessa dal 26 giugno al 25 luglio 1995 su Canale 5.
| nº | Titolo originale                                 | Titolo italiano               | Prima TV USA     | Prima TV Italia |
| -- | ------------------------------------------------ | ----------------------------- | ---------------- | --------------- |
| 1  | Pilot                                            | Il miliardario e la bambinaia | 3 novembre 1992  | 26 giugno 1995  |
| 2  | Smoke Gets in Your Lies                          | Saranno fumosi                | 10 novembre 1993 | 28 giugno 1995  |
| 3  | My Fair Nanny                                    | La festa della debuttante     | 17 novembre 1993 | 5 luglio 1995   |
| 4  | The Nuchslep                                     | La prima cotta                | 24 novembre 1993 | 27 giugno 1995  |
| 5  | Here Comes the Brood                             | Pranzo di nozze               | 6 dicembre 1993  | 29 giugno 1995  |
| 6  | The Butler, the Husband, the Wife and Her Mother | Il padrone maggiordomo        | 8 dicembre 1993  | 4 luglio 1995   |
| 7  | Imaginary Friend                                 | L'amica immaginaria           | 15 dicembre 1993 | 3 luglio 1995   |
| 8  | Christmas Episode                                | A Natale ogni regalo vale     | 22 dicembre 1993 | 6 luglio 1995   |
| 9  | Personal Business                                | Un divo a cena                | 29 dicembre 1993 | 30 giugno 1995  |
| 10 | The Nanny-in-Law                                 | Bambinaie vecchie e nuove     | 12 gennaio 1994  | 7 luglio 1995   |
| 11 | A Plot for Nanny                                 | Regalo di compleanno          | 19 gennaio 1994  | 10 luglio 1995  |
| 12 | The Show Must Go On                              | Lo spettacolo va avanti       | 26 gennaio 1994  | 11 luglio 1995  |
| 13 | Maggie the Model                                 | La signora di vent'anni fa    | 2 febbraio 1994  | 12 luglio 1995  |
| 14 | The Family Plumbing                              | L'idraulico di famiglia       | 9 febbraio 1994  | 13 luglio 1995  |
| 15 | Deep Throat                                      | Passione e tonsille           | 2 marzo 1994     | 14 luglio 1995  |
| 16 | Schlepped Away                                   | Vacanze infernali             | 9 marzo 1994     | 17 luglio 1995  |
| 17 | Stop the Wedding, I Want to Get Off              | Un matrimonio impossibile     | 16 marzo 1994    | 18 luglio 1995  |
| 18 | Sunday in the Park with Fran                     | Una domenica al parco         | 23 marzo 1994    | 19 luglio 1995  |
| 19 | The Gym Teacher                                  | Tedesca in palestra           | 6 aprile 1994    | 20 luglio 1995  |
| 20 | Ode to Barbara Joan                              | Un momento molto atteso       | 13 aprile 1994   | 21 luglio 1995  |
| 21 | Frannies' Choice                                 | La scelta giusta              | 27 aprile 1994   | 24 luglio 1995  |
| 22 | I Don't Remember Mama                            | La festa della mamma          | 16 maggio 1994   | 25 luglio 1995  |

## Il miliardario e la bambinaia
- Titolo originale: Pilot
- Diretto da: Lee Shallat-Chemel
- Scritto da: Peter Marc Jacobson, Robert Sternin, Prudence Fraser

### Trama
Dopo essere stata lasciata e licenziata dal fidanzato Danny Imperiali, Francesca Cacace diventa venditrice di cosmetici porta a porta. Bussa alla porta del facoltoso produttore di Broadway, Maxwell Sheffield ma viene assunta come tata dei tre figli di lui: Maggie, quattordicenne insicura con la sindrome del brutto anatroccolo; Brighton, undicenne sarcastico e Grace, di sei anni, in psicoterapia dopo la morte della madre. L'intraprendente tata riesce a includere i ragazzi ad un ricevimento in casa organizzato dal padre e dalla sua socia in affari, C.C., per i finanziatori del loro nuovo spettacolo. Il signor Sheffield, inizialmente contrario, si ricrede dopo aver visto che la presenza dei suoi figli rende la serata un successo, tuttavia le cose precipitano quando scopre Maggie baciare un cameriere. Il padrone di casa si infuria e licenzia Francesca quando quest'ultima prende le difese della ragazza. Ben presto però Maxwell si rende conto di quanto la nuova tata abbia fatto di buono in poco tempo per i suoi figli e, convinto anche dal fedele maggiordomo Niles, la va a prendere a casa degli zii Antonio e Assunta e la riassume.

## Saranno fumosi
- Titolo originale: Smoke Gets in Your Lies
- Diretto da: Lee Shallat-Chemel
- Scritto da: Michael Rowen

### Trama
Francesca e la sua migliore amica Lalla ricordano i ragazzi che frequentavano nel Bronx. Brighton, affascinato dai racconti delle due amiche, inizia a fumare e viene scoperto da un'insegnante che gli assegna una nota. Francesca lo redarguisce, ma quando Brighton le rivela di aver fumato dopo aver sentito i suoi racconti, la tata comprende di aver commesso un errore. Temendo di essere licenziata, decide di nascondere la cosa al signor Sheffield ma si ritrova poi costretta a rivelargliela quando Maxwell decide di partecipare a un evento della scuola anche per parlare dell'andamento scolastico del figlio. Francesca risolve infine la situazione portando Brighton a conoscere sua zia Yetta, anziana e accanita fumatrice che vive in un ospizio ed è completamente svampita. Brighton, impressionato dalle conseguenze del fumo, scappa a gambe levate.
- Guest star: Carol Channing, nel ruolo di sé stessa. La Channing si presenta ad un'audizione per un'opera teatrale gestita dal signor Sheffield, ma l'impresario la blocca senza nemmeno guardarla in faccia perché distratto a causa dei problemi sorti con Brighton.

## La festa della debuttante
- Titolo originale: My Fair Nanny
- Diretto da: Lee Shallat-Chemel
- Scritto da: Andy Goodman

### Trama
L'aristocratica Maureen Wentworth e sua figlia Cindy organizzano un ballo delle debuttanti al quale viene invitata anche Maggie. L'ambiente risulta molto esclusivo e ostile, inoltre Francesca ha deciso di organizzare un party in casa Sheffield a cui prenderanno parte le due Wentworth e altre ragazze dell'alta società newyorkese. Per evitare che la sua personalità verace ed estroversa metta in imbarazzo Maggie, la tata prende lezioni di bon-ton da Maxwel e Niles finendo col camuffare la sua natura. La serata, risulterà un insuccesso fino a che Francesca e Maggie si lasceranno andare alla loro vera personalità conquistando tutti i presenti.

## La prima cotta
- Titolo originale: The Nuchslep
- Diretto da: Lee Shallat-Chemel
- Scritto da: Eve Ahlert, Dennis Drake

### Trama
Niles è costretto a letto da un'influenza e Francesca ordina una cena da asporto per lei e i ragazzi. Il ragazzo delle consegne è Eddy, il giovane che Maggie aveva baciato alla festa del padre qualche giorno prima. Francesca ottiene che il signor Sheffield lasci uscire insieme i due ragazzi, a patto però che lei presenzi come chaperon. L'uscita non è tra le più felici, a causa soprattutto della timidezza di Maggie; Francesca invece si diverte molto, tanto, apparentemente, da conquistare Eddy che le chiede un appuntamento. Il fatto sorprende e rattrista molto la tata perché Maggie è convinta che voglia rubarle il ragazzo. La realtà, però, è ben diversa: il ragazzo vuole chiedere a Francesca di aiutarlo a fare un provino per uno spettacolo teatrale gestito dal signor Sheffield. Essendo realmente interessato a Maggie, Eddy non voleva darle l'impressione di averla avvicinata per secondo fini. Intanto Maxwell fa un regalo a C.C.: un cane, che le terrà compagnia nelle sue serate di solitudine. Il cane, Castagna, mostra fin dall'inizio una vera e propria adorazione per Francesca. 

## Pranzo di nozze
- Titolo originale: Here Comes the Brood
- Diretto da: Lee Shallat
- Scritto da: Diane Wilk

### Trama
La presenza di Francesca in casa Sheffield infastidisce e ingelosisce C.C. la quale, per fare colpo su Maxwell, accetta di accompagnare i ragazzi ad un'uscita allo zoo dal momento che Francesca sarà alle nozze di una cugina. Tuttavia tra C.C. e i giovani Sheffield non corre buon sangue e la giornata allo zoo si rivela un fiasco. Rientrati a casa, la piccola Grace sente sempre di più la mancanza della tata e C.C. (ancor più infastidita) le dice che Francesca sta con loro per motivi di lavoro e non per affetto. La piccola scappa di casa per raggiungere Francesca a casa di zia Assunta. Grace partecipa così al matrimonio dei parenti della tata e, in seguito, viene raggiunta anche da Maxwell e C.C., molto preoccupati per la sparizione della piccola. Francesca tranquillizza Gracie dicendole che, al di là dello stipendio che effettivamente riceve, vuole molto bene sia a lei che ai suoi fratelli. 

## Il padrone maggiordomo
- Titolo originale: The Butler, the Husband, the Wife and Her Mother
- Diretto da: Lee Shallat
- Scritto da: Howard Meyers

### Trama
Gli ispettori dell'associazione nazionale maggiordomi intendono ispezionare l'operato di Niles, il quale vuole entrare nell'associazione dopo che un lontano parente ne era stato espulso per uno scandalo sessuale. Nel frattempo, in città arriva Giacomo lo zio di Francesca, con la nuova moglie Marcella. Giacomo è un uomo vanitoso e ricco, che ostenta tutto il suo denaro. Zia Assunta, intimidita dal confronto, inizia a mentire su Francesca e racconta loro che la nipote è ricca in quanto moglie del signor Sheffield. La tata, per aiutare la zia, finge così che Niles sia il signor Sheffield. Durante la messa in scena, però, arrivano gli ispettori dell'associazione maggiordomi e così, dopo il ritorno del signor Sheffield il padrone di casa è costretto a fingersi il maggiordomo. La farsa non viene scoperta dai parenti di Francesca, ma la ragazza decide di dir loro ugualmente la verità. I due, inizialmente gongolano, ma poi se ne vanno colpiti da come Assunta difende l'operato della nipote. 
 Gli ispettori, invece, non riescono a farsi ingannare, ma, resisi conto di quanto Niles sia apprezzato dalla famiglia, lo accolgono nell'associazione.

## L'amica immaginaria
- Titolo originale: Imaginary Friend
- Diretto da: Lee Shallat
- Scritto da: Pamela Eells e Sally Lapiduss

### Trama
Dopo la morte della madre, Grace ha creato un'amica immaginaria di nome Gwen: una bambina dalle dimensioni ridotte che gioca spesso con lei. Il "legame" tra la piccola e Gwen preoccupa non poco Francesca, che decide di parlarne con il signor Sheffield, aggiungendo anche che la presenza di Gwen rende sterile l'intervento della psicoterapeuta da cui Grace è in cura. Mentre fanno merenda, per sbaglio, Francesca "morde" Gwen, che a dire di Gracie, si trovava seduta su un biscotto. Francesca e Maxwell tentano di "rianimare" il minuscolo esserino ma senza successo. Per la piccola Sheffield il dramma è grosso e la famiglia organizza un funerale, Gwen verrà sepolta all'interno di un costosissimo paio di stivali di Francesca. La cerimonia viene interrotta dalla telefonata della psicoterapeuta che ha in cura Gracie e alla quale Maxwell aveva chiesto appuntamento dopo la tragica fine di Gwen. Parlando con la dottoressa, Francesca e Maxwell capiscono che Gwen riempiva il vuoto che la morte della madre aveva creato in Grace. Ora invece la "morte" di Gwen rappresenta il riempimento di quel vuoto, colmato da Francesca. L'episodio termina con la tata che, nottetempo, scava in giardino per recuperare i preziosi stivaletti aiutata da Niles.

## A Natale ogni regalo vale
- Titolo originale: Christmas Episode
- Diretto da: Lee Shallat
- Scritto da: Fran Drescher e Peter Marc Jacobson

### Trama
Il Natale si avvicina e Francesca è molto entusiasta. L'euforia della donna svanisce, però, quando scopre che in casa Sheffield il Natale non viene festeggiato perché Maxwell è sempre assente per lavoro. La donna cerca in ogni modo di convincere l'uomo a rinviare il viaggio, ma il suo datore di lavoro è convinto di gestire la festa come tutti gli anni: festeggiarlo un giorno prima e incaricare un'impiegata all'acquisto dei doni per i suoi figli. Francesca convince l'uomo di occuparsi in prima persona dei regali dei figli. 
Il Natale viene festeggiato e anche Francesca riceve un regalo, che però la delude terribilmente, anche perché Niles le aveva anticipato che il signor Sheffield per le feste dona assegni con molti zeri e lei aveva fatto dei regali costosi a tutti, che ora non sa come pa are.
Quando Maxwell viene a sapere della cosa, esce di corsa dall'aeroporto e va a chiedere scusa a Francesca. Per errore, però, si siede sopra il regalo che aveva donato alla tata, rompendolo e feren osi.
Questo incidente, però, acconsentirà agli Sheffield di festeggiare il Natale tutti insieme, al pronto soccorso. 

## Un divo a cena
- Titolo originale: Personal Business
- Diretto da: Lee Shallat
- Scritto da: Fran Drescher e Peter Marc Jacobson

### Trama
Maxwell sta preparando uno spettacolo teatrale insieme a C.C.. Allo spettacolo manca un protagonista, C.C. ingaggia Brock Storm, un divo delle soap opera. Quando l'attore si reca a casa Sheffield per parlare del suo ingaggio, Brock si infatua di Francesca e dice a Maxwell che parteciperà allo spettacolo se lui gli fisserà un appuntamento con la tata. Anche se riluttante, Maxwell è costretto ad accettare e Francesca, lusingata, esce con il divo.
La serata si rivelerà una delusione, Brock è interessato esclusivamente al sesso, e Francesca blocca ogni rapporto con lui. Al rientro a casa Francesca trova il signor Sheffield e Brighton ad attenderla. La tata racconta tutto al suo datore di lavoro. Maxwell le chiede scusa per averla fatta uscire con Storm e le rivela che non lo ingaggerà più per lo spettacolo.

## Bambinaie vecchie e nuove
- Titolo originale: The Nanny-in-Law
- Diretto da: Paul Miller
- Scritto da: Eve Ahlert e Dennis Drake

### Trama
In città arriva Fraulein Müller, la ex tata tedesca che ha allevato il signor Sheffield. La donna ritiene Francesca troppo appariscente e libertina e inizia a imporre le sue regole ai ragazzi. Inizialmente Francesca continua a fare il suo lavoro ma poi decide di assecondare le richieste della vecchia tata e diventare una vera e propria bambinaia, con tanto di divisa. Il signor Sheffield la blocca subito, rivelandole di averla scelta proprio per la sua diversità; Francesca torna così la tata di sempre e chiede gentilmente alla Müller di andarsene.  A questo punto però, la fraulein esprime tutta la sua tristezza per la vita solitaria che sta conducendo dopo essere andata in pensione. Francesca si commuove e convince C.C. a far partire la vecchia tata con la madre per una crociera. Fraulein Müller saluta così Maxwell e Niles, con il quale aveva una relazione segreta.

## Regalo di compleanno
- Titolo originale: A Plot for Nanny
- Diretto da: Paul Miller
- Scritto da: Lila Garrett e Sandy Krinski

### Trama
È il trentesimo compleanno di Francesca e, nonostante sia single e non ricchissima, la ragazza non sembra affatto triste. Per festeggiarlo, zia Assunta le fa un regalo molto particolare: un loculo al cimitero. Seppur non entusiasta del regalo, Francesca si reca con la zia all'impresa di pompe funebri per acquistare una bara, e qui incontra Steve, un aitante becchino. Tra i due nasce subito una certa sintonia, tanto che decidono di uscire insieme. Nonostante la tata venga un po' presa in giro per questo appuntamento, l'uscita ha un buon esito, anche se Francesca capisce subito che Steve avrebbe avuto altre aspirazioni a quelle del becchino, e spinge subito il ragazzo a mirare più in alto. L'uomo la prende subito sul serio, tanto da iscriversi all'università, che lo allontana dalla città e da Francesca.

## Lo spettacolo va avanti
- Titolo originale: The Show Must Go On
- Diretto da: Will Mackenzie
- Scritto da: Frank Lombardi e Dana Reston

### Trama
La scuola di Grace ha organizzato uno spettacolo teatrale. Alla riunione organizzativa Francesca si offre come curatrice e regista. Maxwell, però, ferma subito Francesca e si offre lui come regista. Grace, che è stata scelta dalla tata come protagonista dello spettacolo, subisce così subito varie recriminazioni dal padre, che considera lei e lo spettacolo come uno dei suoi classici impegni lavorativi. Le pressioni a cui è sottoposta convincono la piccola Grace a decidere di non recitare, proprio pochi secondi prima di entrare in scena, ma il signor Sheffield, convinto da Francesca, chiede scusa alla figlia di aver preteso troppo e la bambina, anche grazie alla minaccia di Francesca di far recitare al suo posto la sua rivale, va in scena. Lo spettacolo, anche se troppo pretenzioso a detta della critica, è un successo.

## La signora di vent'anni fa
- Titolo originale: Maggie the Model
- Diretto da: Will Mackenzie
- Scritto da: Diane Wilk

### Trama
In città arriva Cloe Simpson, un'ex modella ora impresaria che un tempo ha spezzato il cuore di Maxwell. La donna si presenta subito vanitosa ed egoista, conquistando le antipatie di Francesca, ma non di Maggie che viene subito riconosciuta da Cloe come una possibile super modella. Maggie così comincia a fare qualche foto per l'agenzia della Simpson e a idolatrare Cloe. Francesca è molto gelosa di questo nuovo rapporto e, quando sente Cloe che commenta negativamente, e di nascosto, le capacità di Maggie, cerca di aprire gli occhi alla ragazza. Maggie inizialmente non crede alla tata, ma, quando Cloe, senza mezzi termini, dice alla ragazza che la ritiene una modella mediocre, Maggie si ricrede e ha un chiarimento con Francesca. La giovane rivela anche a Francesca che nessuno potrà mai sostituirla nel suo cuore. Maxwell, intanto, ancora perdutamente innamorato della ex modella, si illude di averla riconquistata, ma la donna parte per Parigi senza nemmeno salutarlo.

## L'idraulico di famiglia
- Titolo originale: The Family Plumbing
- Diretto da: Linda Day
- Scritto da: Bill Lawrence

### Trama
A causa di un tubo usurato, a casa Sheffield manca l'acqua; Francesca offre aiuto alla famiglia chiedendo allo zio idraulico di riparare il guasto. Nel frattempo Maggie chiede il permesso al padre di poter andare ad una festa, Il pomicio party, dove saranno presenti molti ragazzi; Maxwell rifiuta. L'idraulico parente di Francesca è un uomo anziano, accompagnato da una lontana cugina dodicenne, la piccola si scontra subito con Brighton per essere poi scoperta a baciarlo nella doccia. Francesca è preoccupata per la reazione che il signor Sheffield potrebbe avere a questo fatto, ma, quando ne parla all'uomo lui si dimostra compiaciuto per il figlio. Francesca allora gli fa notare che il suo è un atteggiamento molto maschilista in quanto è scandalizzato dall'idea che Maggie possa baciare qualcuno ma non che Brighton, di tre anni più giovane, lo possa fare. Maxwell, preso in contropiede, è costretto a permettere alla figlia di andare alla festa. Per errore, credendovi di trovare ancora Brighton e la cugina, Francesca apre con violenza le tende della doccia e qui vi trova il signor Sheffield nudo mentre si gode l'acqua appena tornata. Il fatto crea un po' di imbarazzo nell'uomo, ma Francesca lo smorza, rendendolo un incidente divertente e per nulla vergognoso.

## Passione e tonsille
- Titolo originale: Deep Throat
- Diretto da: Linda Day
- Scritto da: Sally Lapiduss e Pamela Eells

### Trama
Tutti e tre i piccoli Sheffield sono influenzati. La più grave sembra essere la piccola Grace, tant'è che Francesca la porta dal dottore. Durante la visita della bambina, il dottore ha modo di constatare le pessime condizioni in cui si trovano le tonsille della tata. La donna viene così ricoverata per un'operazione urgente. Tutta la famiglia Sheffield le sta accanto, anche Maxwell che annulla la sua presenza ad una serata con C.C., che è costretta a trovarsi sola ad una rimpatriata di suoi ex compagni di scuola. Mentre le viene data l'anestesia, Francesca perde ogni inibizione, dichiarando al signor Sheffield di amarlo. Per l'uomo è una sorpresa, e decide di parlare alla tata appena si sarà risvegliata. Al risveglio, però, Maxwell ha modo di constatare che Francesca dichiara a tutti gli uomini che vede di amarli perdutamente.

## Vacanze infernali
- Titolo originale: Schlepped Away
- Diretto da: Linda Day
- Scritto da: Fran Drescher e Paul Marc Jacobson

### Trama
Ormai stanchi della neve, gli Sheffield decidono di andarsene in vacanza ai Caraibi. Mentre Niles e C.C., che ha un appuntamento fuori città, li accompagnano all'aeroporto, tutta la famiglia, Francesca compresa, sono costretti a dirottare a casa di Assunta perché C.C. ha un bisogno impellente del bagno. Giunti a casa di zia Assunta gli Sheffield vengono a sapere che tutti i voli sono stati annullati a causa del maltempo; sono così costretti a rimanere ospiti della zia della tata. Qui, un po' annoiati e poi esausti dalle cibarie pesantissime che vengono rifilate loro da Assunta, gli Sheffield non vedono l'ora di andarsene. Mentre estrae dal frigo un tacchino, per di più, Francesca trova un biglietto d'amore per zia Assunta da parte del macellaio. Indispettita, la donna affronta subito la zia, che la tranquillizza dicendole che si finge attratta dall'uomo per avere degli sconti. Dopo l'ennesima cena a base di lardo, il maltempo sembra passato e gli Sheffield possono finalmente ripartire.

## Un matrimonio impossibile
- Titolo originale: Stop the Wedding, I Want to Get Off
- Diretto da: Gail Mancuso
- Scritto da: Diane Wilk

### Trama
Jocelyn Sheffield, la sorella di Maxwell, arriva da Londra per far visita al fratello. Il loro incontro è l'occasione per Jocelyn di presentare alla famiglia il duca Nigel, il suo fidanzato. L'unione tra i due sembra molto distaccata e priva d'affetto, aspetto che insospettisce Francesca che non ritiene i due veramente innamorati. Ciò nonostante la tata decide di organizzare loro una festa di matrimonio, che si celebrerà, come da loro stessi deciso, pochi giorni dopo proprio in casa Sheffield. Il legame tra i due sembra sempre troppo formale alla ragazza, che ne parla anche con il signor Sheffield e Niles, ma, entrambi, la rassicurano dicendole che quella è una tipica relazione inglese. Organizzando la festa, però, Francesca ha modo di capire quanto poco si conoscano i due promessi e quanto invece Jocelyn sia un libro aperto per il suo autista, Lester. In breve, la tata si rende conto che la sorella di Maxwell e l'autista sono innamorati e decide di parlarne con Lester. L'uomo, che non crede che tra lui e la sua padrona potrà mai esserci qualcosa, decide di licenziarsi. Quando però rivela a Jocelyn le sue intenzioni, la donna lo bacia con passione, mandando a monte il suo matrimonio e sposando Lester.
- Guest Star: Twiggy (Jocelyn Sheffield)

## Una domenica al parco
- Titolo originale: Sunday in the Park with Fran
- Diretto da: Gail Mancuso
- Scritto da: Howard Meyers

### Trama
Il signor Sheffield e C.C. stanno mettendo in scena una nuova opera teatrale. Quando C.C. viene a sapere che Grace è a scuola con il figlio di Frank Bradley, un importante critico teatrale, convince la bambina, che ha una forte antipatia nei confronti del bambino, ad andare al parco con lui e Francesca. Giunti al parco, il piccolo Frank Junior si rivela subito un bambino intrattabile, che cerca più volte di maltrattare Grace, fino a che Francesca lo ferma picchiandolo con una baguette. Il fatto indispettirà molto Bradley, che si presenterà in casa Sheffield, chiedendo che la tata si scusi con lui. Costretta da Maxwell e da C.C., che temono una stroncatura dell'opera teatrale a causa di questo inconveniente, Francesca si scusa, ma durante tutto l'incontro entrambi i Bradley si dimostrano altezzosi e arroganti, portando all'esasperazione Maxwell, che, non solo fa ritirare le scuse a Francesca, ma caccia i due in malo modo. La lita terrorizza C.C., ma le paure della donna si rivelano infondate perché Frank Bradley non riesce a recensire lo spettacolo perché ha avuto un'intossicazione alimentare. La recensione, per puro caso, la farà Francesca, intervistata all'uscita del teatro da un giornalista. Colto dall'euforia della recensione, il signor Sheffield dà un bacio alla tata, che ne rimane divertemente colpita. Il malessere di Bradley è dovuto al cibo scaduto servito da Niles, a causa della rottura del frigorifero. L'episodio si conclude con l'arrivo di un eccentrico idraulico, venuto a riparare il frigo rotto.
- Guest Star: Dan Aykroyd (idraulico), Eric Braeden (Frank Bradley)

## Tedesca in palestra
- Titolo originale: The Gym Teacher
- Diretto da: Gail Mancuso
- Scritto da: Alan Eisenstock e Larry Mintz

### Trama
Negli ultimi tempi Maggie si finge malata per saltare la lezione di ginnastica. Il signor Sheffield non approva questo comportamento. Francesca insegna a Maggie alcuni metodi per saltare la lezione, pur essendo presente. Quando, però, la tata si reca a scuola di Maggie, viene a sapere che l'insegnante di cui Maggie ha un gran timore è la stessa insegnante che aveva lei da adolescente, a Frosinone. La donna è una tedesca inflessibile che si diverte a umiliare i suoi allievi. Maggie è così costretta a impegnarsi al massimo per compiacere l'insegnante, con esiti disastrosi. L'insegnante si calma un po', però, quando Francesca le salva la vita mentre la donna stava soffocando avendo ingoiato, per errore, il fischietto. Nel stesso momento Maxwell e C.C. si occupano di una nuova opera teatrale. Il protagonista è Alan Back, un attore quotato che osteggiava Maxwell nei primi tempi della sua carriera. Il divo, non molto cambiato nel tempo, cerca di farlo anche nel presente, ma l'impresario, grazie ad uno escamotage di Francesca, lo ferma sul nascere.
- Guest Star: Rita Moreno (insegnante di ginnastica), Joseph Bologna (Alan Back)

## Un momento molto atteso
- Titolo originale: Ode to Barbara Joan
- Diretto da: Gail Mancuso
- Scritto da: David M. Matthews

### Trama
Il padre di C.C. è in città, la donna non è molto felice perché tra i due non corre buon sangue, in quanto la Backock si è sempre sentita non capita e troppo diversa da lui. A cena dagli Sheffield, il padre di C.C. fa subito amicizia con Francesca, tanto da invitarla ad un concerto della sua cantante preferita, Barbra Streisand, con tanto di visita ai camerini. L'invito infastidisce molto C.C., anche se si è subito dimostrata fredda alla fama della Steisand, e per questo non era stata invitata. Francesca comprende subito che C.C. mal sopporta la vicinanza tra il padre e lei e decide di intervenire. Prima del concerto, e già vestita di tutto punto, Francesca decide di scambiare il suo biglietto con C.C., che inizialmente non accetta, ma, dopo un momento di tristezza decide di passare con il padre una serata musicale in sua compagnia.

## La scelta giusta
- Titolo originale: Frannies' Choice
- Diretto da: Paul Miller
- Scritto da: Tracy Newman e Jonathan Stark

### Trama
Francesca viene a sapere da zia Assunta e da Lalla che Danny, l'ex che l'ha lasciata e licenziata per un'altra, ha rotto con la ragazza e vorrebbe rimettersi con lei. Per fargli capire che non ha nessuna intenzione di ricominciare una storia con lui, Francesca si reca vestita in modo super elegante alla boutique dell'uomo per fargli capire che cosa ha perso. Danny, però, la sorprende con una proposta di matrimonio. Francesca ne parla subito con zia Assunta, dicendole che vorrebbe farsi una vita, ma che lasciare i piccoli Sheffield le fa spezzare il cuore. La zia le fa capire che lei ha diritto di costruirsi un futuro, la tata, così, decide di accettare la proposta di Danny.  L'annuncio del matrimonio manda tutti nello sconforto, con la sola eccezione di C.C., che ne è entusiasta. Maxwell comincia a fare degli incontri per assumere una nuova tata, ma nessuna si dimostra alla pari di Francesca. Il giorno della partenza della tata, Danny va a prenderla e agli occhi degli Sheffield si rivela un uomo molto maschilista e stupido. Al momento di lasciarli, Francesca capisce che gli Sheffield contano molto più di Danny e così lascia il suo promesso sposo e rimane con i ragazzi e Maxwell.

## La festa della mamma
- Titolo originale: I Don't Remember Mama
- Diretto da: Paul Miller
- Scritto da: Howard Meyers e Diane Wilk

### Trama
Per distrarre i figli dal ricordo della madre nel giorno della sua festa Maxwell iscrive tutta la famiglia ad un country club. Al primo incontro la gestore del club informa tutti che per la festa della mamma è previsto un concorso di bellezza madre-figlia. Grace è intenzionata a parteciparvi, Maxwell inizialmente riluttante, grazie alle insistenze di Francesca, alla fine cede. Grace partecipa alla gara con Francesca, la piccola ha in mente di partecipare con un gioco di magia. Durante il primo incontro, però, le due vengono squalificate perché una madre e una figlia protestano in quanto Francesca non è la madre di Grace. Le due vengono comunque riammesse quando Grace, in lacrime, ammette di voler partecipare nonostante la morte della madre. Nel frattempo la piccola ha un confronto con il padre perché vorrebbe che lui parlasse a lei e ai fratelli della mamma, anche perché lei non ricorda nulla della madre. Il signor Sheffield, a fine episodio, farà vedere, a tutta la famiglia commossa, un video della madre mentre gioca con i tre figli. La gara di bellezza viene vinta da Patti LaBelle e la figlia, mentre Francesca e Grace arrivano seconde.
- Guest Star: Patti LaBelle (sé stessa)